# Парагвайська кухня

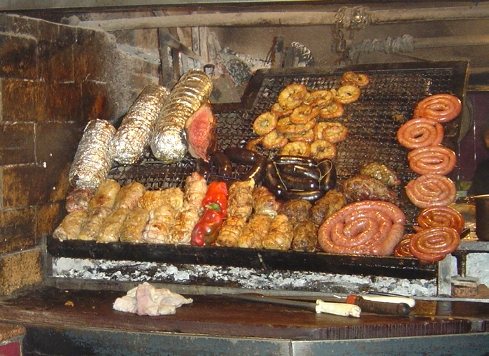
Асадо з ачурас та сосисками.

Парагвайська кухня (ісп. Gastronomía de Paraguay, гуар. Tembi'u Paraguai) багато в чому схожа з кухнями Уругваю та Фолклендських островів. М'ясо, овочі, маніок, маїс та фрукти — основні продукти для приготування страв в парагвайській кухні. Барбекю в Парагваї — не тільки спосіб приготування, а й соціальне явище, і носить назву асадо. В основі багатьох страв лежать наступні продукти: кукурудза, молоко, сир, м'ясо, а також риба, яка виловлюється з місцевих водойм. Існує близько 70 видів чипи (кукурудзяних коржів) в Парагваї.

## Основні страви

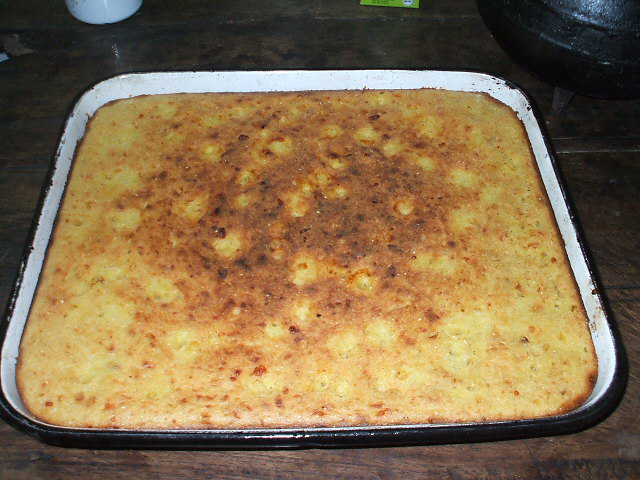
Парагвайський суп — національна страва Парагваю

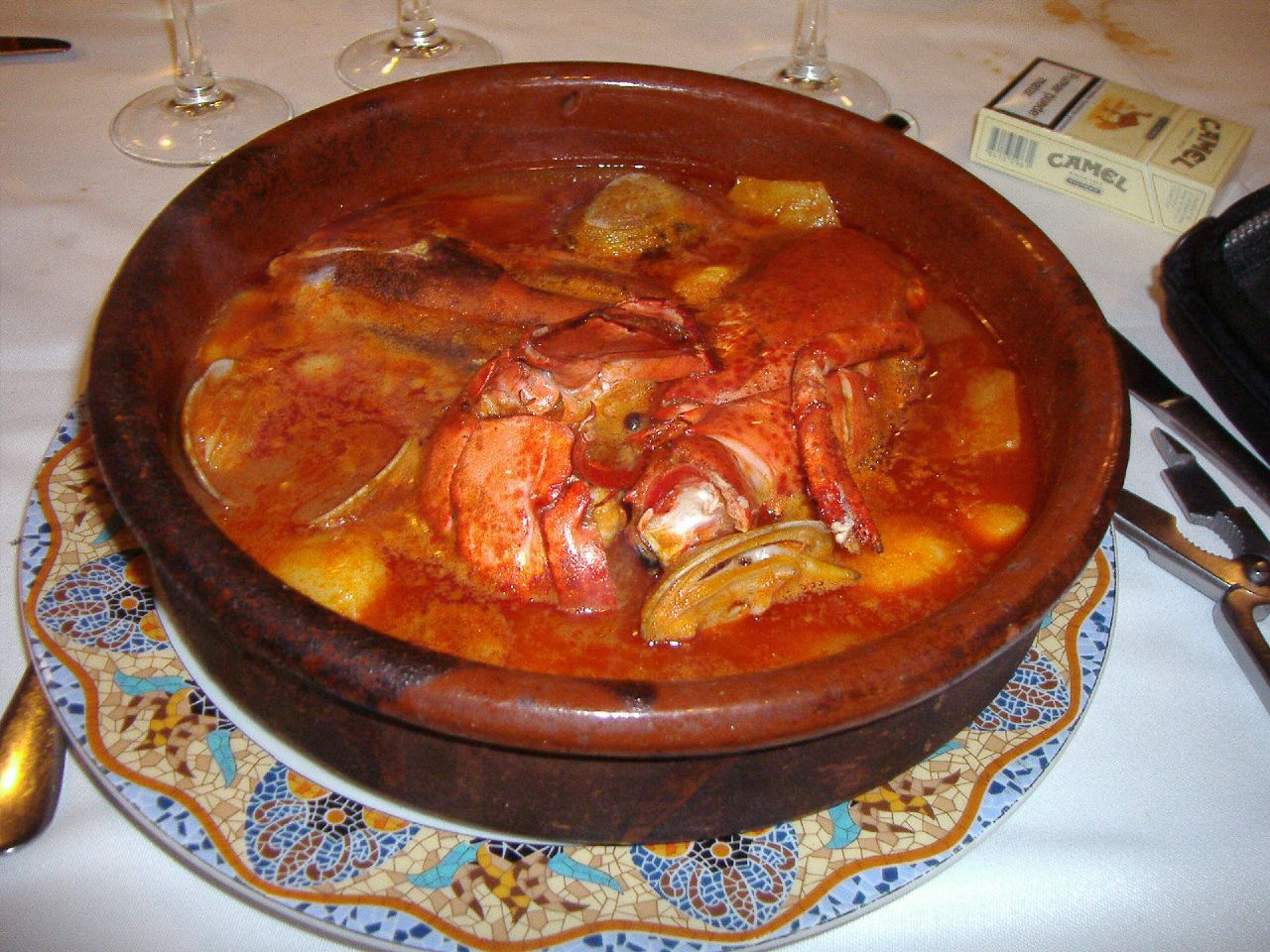
Піра кальдо

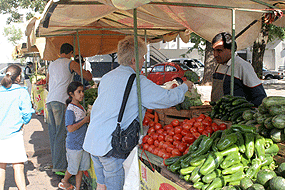
Продуктовий ринок в Асунсьйоні (столиці Парагваю)

- Яловичина готується різними способами з використанням безлічі різних продуктів, в тому числі й різновидів іншого м'яса.
- Ворі ворі — курячий суп, що подається з галушками з кукурудзяного борошна[1].
- Чипа — кукурудзяні коржі з маніоком, яйцем та сиром[1].
- Чипа Гуасу — хлібний виріб з кукурудзяних зерен, традиційне для всього Парагваю. Часто подається до асадо.
- Консервоване м'ясо, шинка
- Арахіс
- Традиційний ківеве готується з гарбуза або «андаї», води, солі, олії, цибулі (нарізаної дуже дрібно), молока, цукру, кукурудзяного борошна та свіжого сиру.
- Лампреадо — смажений пиріг з борошна з маніоки.
- Масаморра[1].
- Мбайпі-спо — кукурудзяний пудинг з м'ясом[1].
- Мбеху — крохмальний коржик, основний продукт харчування.
- Міланеса — обсмажене в паніровці з сухарів м'ясне філе.
- Парагвайський сир
- Паррильяда — м'ясна страва, приготована на розжареному вугіллі[1].
- Піра кальдо — рибний суп, національна страва.
- Свинина — другий за популярністю різновид м'яса в парагвайській кухні.
- Парагвайський суп — національна страва Парагваю, зустрічається і в інших іспаномовних країнах. Незмінні складові: кукурудзяне борошно, яйця, сир та цибулю, вода та/або молоко.
- Сойо — густий суп з м'яса, подрібненого в ступці, заправлений спеціями та овочами.

### Десерти
- Безліч видів хлібних виробів.
- Косерева — десерт з апельсинової шкірки, чорної патоки, цукру та води.
- Мбайпі-ее — десерт з молока, меляси та кукурудзи[1].
- Дульче де лече готується з молока та цукру. Використовується як начинка для різних хлібобулочних виробів, намазка тощо.

## Напої
- Терере — національний напій парагвайців[1].
- Фруктові соки і безалкогольні напої широко поширені в Парагваї.
- Пиво та вино — популярні алкогольні напої[1]. Канья — алкогольний напій із соку цукрової тростини, а мосто — її безалкогольний варіант[1].